# 喬治敦 (紐約州)
喬治敦（英語：Georgetown）是一個位於美國紐約州麥迪遜縣的鎮。

## 人口
根據2020年美國人口普查的數據，喬治敦的面積為104.06平方千米，當中陸地面積為103.80平方千米，而水域面積為0.26平方千米。當地共有人口648人，而人口密度為每平方千米6人。